# 罗哇村场后台遗址
罗哇村场后台遗址，位于中国青海省尖扎县加让乡罗哇林场，为第五批青海省文物保护单位，公布日期为1988年9月15日，类型为古遗址。
罗哇村场后台遗址的历史年代为马家窑类型。